# Antonio Stornaiolo
Antonio Stornaiolo (Napoli, 8 aprile 1961) è un attore e conduttore televisivo italiano.

## Biografia
Dopo la maturità classica, si è laureato al Dams di Bologna (110/110 con lode) e nel 1995 è diventato giornalista pubblicista. 
Ha iniziato la sua carriera artistica nel 1981. Nel 1985 ha formato con il compagno di studi Emilio Solfrizzi il duo comico Toti e Tata. Nel 1988 ha fondato a Bari - con Solfrizzi e Lele Sampietro - il teatro-cabaret "La dolce vita". Nello stesso anno, Stornaiolo e Solfrizzi hanno iniziato la collaborazione con l'autore Gennaro Nunziante, con il quale, per quasi un decennio, hanno realizzato programmi televisivi (Filomena Coza Depurada, Teledurazzo, Il Polpo, Melensa, Extra TV, Zero a zero, Televiscion, Love Store) e spettacoli teatrali (Se ci sei datti un colpo, West Durazzo Story, The Show must go home) destinati a riscuotere un grande consenso di pubblico e critica. Il duo ha prodotto anche l'unico album musicale Se Ci Sei Datti Un Colpo.
Toti e Tata hanno sciolto il loro sodalizio nel 1998, dopo Love Story; Stornaiolo ha continuato a lavorare come presentatore e conduttore, ma anche come attore per il teatro, il cinema e la televisione. Tra i film di cui è stato interprete si menzionano Fratelli coltelli (1997) di Maurizio Ponzi, Mari del sud (2001), con Diego Abatantuono e -in seguito- Buona giornata (2012) di Carlo Vanzina e Il pasticciere (2012) di Luigi Sardiello. Nel 2015 ha partecipato, come attore e produttore, alla realizzazione del film Il vangelo secondo Mattei. 
Per la televisione è stato nel cast di Regina (2001), Il padre delle spose (2006), Il commissario Zagaria (2011), Volare - La grande storia di Domenico Modugno (2013) e Tutta la musica del cuore (2013).
Ha partecipato nel 2005 come co-conduttore, a fianco di Renzo Arbore, a Speciale per me.
Nel 2016 ha esordito nell'operetta con La vedova allegra di Lehar, per la regia di Federico Tiezzi, per la Fondazione Teatro Petruzzelli di Bari ed è stato in scena con PiùShakespearePerTutti, conversazione-spettacolo di cui era anche autore e regista.
Nel 2017 ha interpretato il ruolo di Frosch in Die Fledermaus (Il Pipistrello) di J. Strauss (figlio), per la regia di Daniel Benoin, per la Fondazione Teatro Petruzzelli di Bari.
Nel luglio del 2025 con Gennaro Nunziante, Emilio Solfrizzi e Mauro Pulpito torna in scena a Bari con Ai e tau sime live, uno spettacolo comico con alcuni personaggi storici del sodalizio artistico (Oesais, Piero Scamarcio e lo Scippatore di emozioni). Oltre 20.000 persone partecipano a queste quattro serate di grande divertimento.   

## Filmografia

### Cinema
- La stazione, regia di Sergio Rubini (1990)
- Fratelli coltelli, regia di Maurizio Ponzi (1997)
- Besame mucho, regia di Maurizio Ponzi (1999)
- Mari del sud, regia di Marcello Cesena (2001)
- La felicità non costa niente, regia di Mimmo Calopresti (2002)
- A luci spente, regia di Maurizio Ponzi (2003)
- Lista civica di provocazione, regia di Pasquale Falcone (2004)
- Piede di Dio, regia di Luigi Sardiello (2007)
- Io non ci casco, regia di Pasquale Falcone (2008)
- La luna nel deserto, regia di Cosimo Damiano Damato (2008)
- Buona giornata, regia di Carlo Vanzina (2012)
- Il pasticciere, regia di Luigi Sardiello (2013)
- Cronache del terremoto, regia di Vito Cea (2013)
- Nomi e cognomi, regia di Sebastiano Rizzo (2014)
- Il vangelo secondo Mattei, regia di Antonio Andrisani e Pascal Zullino (2014)

### Televisione
- Distretto di Polizia 2 – serie TV (2001)
- Regina, regia di Carlo Lizzani (2001)
- La squadra – serie TV (2003)
- Distretto di Polizia 6 – serie TV, 17 episodi (2006)
- Il padre delle spose, regia di Lodovico Gasparini – film TV (2006)
- Un ciclone in famiglia 4 – serie TV (2008)
- Don Matteo – serie TV, episodio 7x06 (2009)
- Tutti pazzi per amore 2 – serie TV (2010)
- Il commissario Zagaria, regia di Antonello Grimaldi – miniserie TV (2011)
- Volare - La grande storia di Domenico Modugno, regia di Riccardo Milani – miniserie TV (2013)
- Tutta la musica del cuore, regia di Ambrogio Lo Giudice – miniserie TV (2013)

## Programmi televisivi
- Star 90 (Rete 4, 1990)
- Filomena Coza Depurada (Telebari e Antenna Sud, 1992)
- Mazza e Panella - (Telenorba, 1992)
- Teledurazzo (Telenorba, 1993)
- Il Polpo (Telenorba, 1993)
- Farsa Italia (Telenorba, 1994)
- Extra Tv (Telenorba, 1994)
- Infelice Natale (Telenorba, 1994)
- Zero a Zero (Telenorba, 1995)
- Melensa (Telenorba, 1995)
- Striscia la notizia (Canale 5, 1995)
- Estatissima sprint (Canale 5, 1996)
- Condominio mediterraneo (Rai Tre, 1997)
- A Bari nessuno è straniero nemmeno Guerrero (Telenorba, 1997)
- Televiscion (Telenorba, 1997)
- Va ora in onda (Rai Uno, 1997)
- Love Store (Telenorba, 1998)
- Qualcuno mi può giudicare (Rai Tre, 1998)
- Speciale per me (Rai Uno, 2005)
- Seven Show (Europa 7, 2007)

## Teatro
- Se ci sei datti un colpo (1989)
- Sex drugs e patate riso e cozze (1992)
- West Durazzo Story (1993)
- The Show Must Go Home (1994)
- Televiscion tour (1998)
- Oesais live tour (1998)
- Histoire du soldat (1999)
- Casa Stornaiolo (2005)
- Tutti pazzi per l'italiano (2010)
- Il Cotto e il Crudo (2011)
- #PiùShakespearePerTutti (2016)
- Pierino e il lupo (2016)
- Assassinio nella cattedrale (2016)
- La vedova allegra (2016)
- Histoire de Babar, le petit elephant (2017)
- Il Pipistrello (2017)
- Peter Pan (2018)
- Tutto il mondo è un palcoscenico (2019)
- Le avventure di Pinocchio (2020)
- Il carnevale degli animali (2021)
- Ci vuole un fiore - Omaggio a Rodari (2021)
- Aie e tau sime live (2025)

## Social Network (dirette e prime visioni)
- Vacanze pugliesi (2020)
- #nonuscitofuoro (2020)
- Puglia Good News (2021)
- San Nicola c'è e si vede (2021)

## Radio
- Radiosveglia Bari (Canale 100, 1990)
- Giri di boa (RadioDue, 1994)